# Desde el río hasta el mar

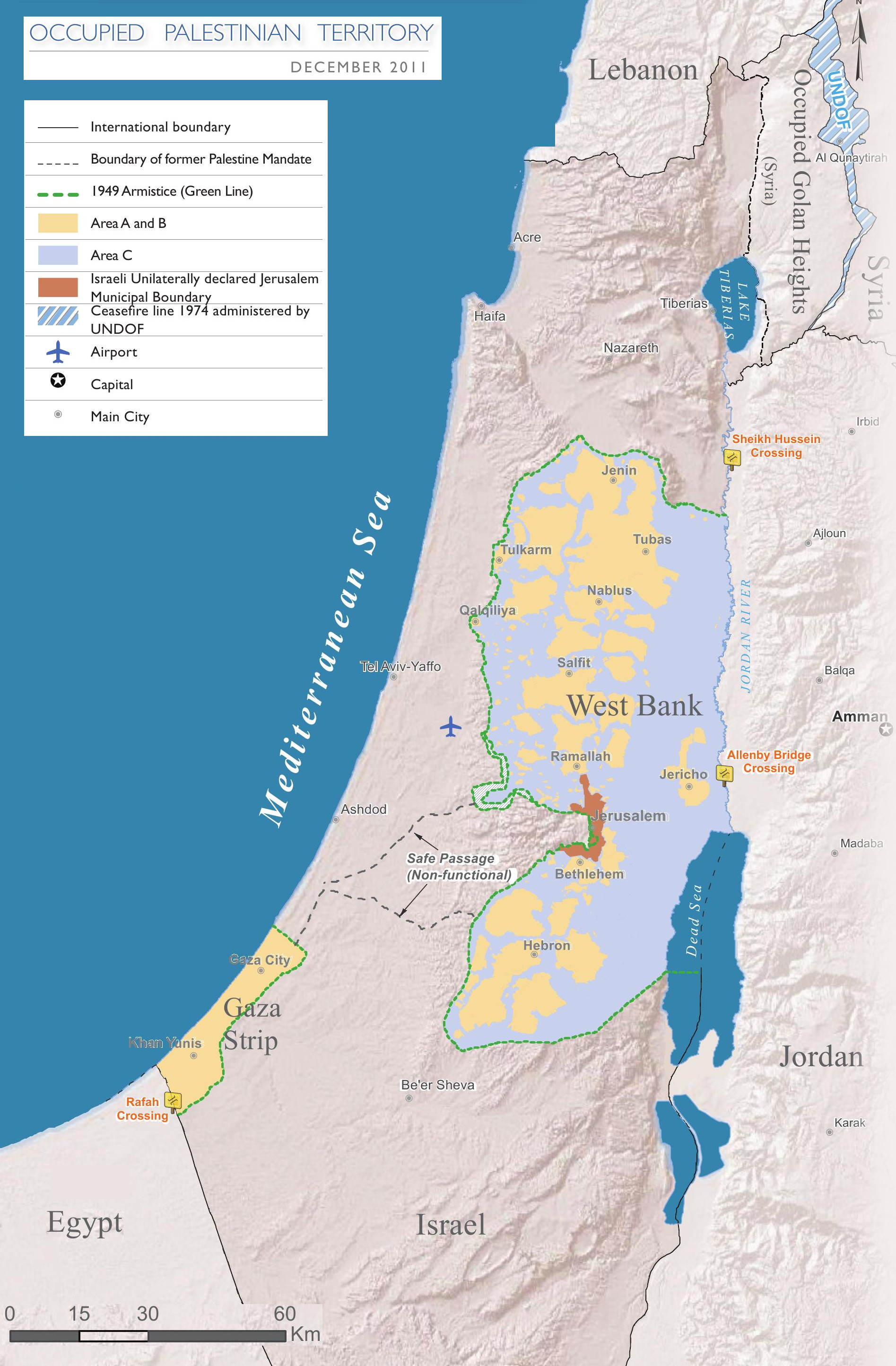
Mapa que muestra Israel y los Territorios Palestinos según lo establecido en los Acuerdos de Oslo. El río Jordán está a la derecha y el mar Mediterráneo a la izquierda.

«Desde el río hasta el mar» (en árabe: من النهر إلى البحر‎ min alnahr 'iilaa albahr) es una consigna política asociada con el nacionalismo palestino. Se refiere geográficamente al área situada entre el río Jordán y el mar Mediterráneo, que incluye: Israel, Cisjordania y la Franja de Gaza. Se suele combinar con las frases: «... Palestina vencerá» (que rima en castellano) y «... Palestina será libre» (que rima en inglés).
Esta máxima se ha utilizado desde la década de 1960 como un llamado a la liberación palestina, o incluso a la reversión del establecimiento del Estado de Israel. Algunos manifestantes que utilizan el lema no están de acuerdo con esa interpretación afirmando que el llamamiento simplemente exige igualdad de derechos para los palestinos. Otros argumentan que, dado que el área geográfica a la que se hace referencia incluye a Israel, el lema debe interpretarse como un llamado «a la destrucción de Israel», particularmente después de que el grupo militante Hamás adoptó el lema luego de su formación a fines de la década de 1980.Las organizaciones contra el antisemitismo lo consideran un «grito de guerra por la destrucción del Estado de Israel y el genocidio del pueblo judío».

## Uso
Organizaciones nacionalistas palestinas (como la OLP y Fatah), grupos militantes (incluidos Hamás y la Yihad Islámica) y líderes árabes (como Sadam Huseín) llegaron a utilizar la consigna para pedir la suplantación de Israel por un Estado palestino unificado, proponiendo a veces la expulsión de toda o la mayor parte de su población judía. Hamás como parte de su carta fundacional revisada en 2017 rechazó «cualquier alternativa a la liberación total y completa de Palestina, desde el río hasta el mar» refiriéndose a todas las áreas de la Palestina bajo el mandato británico y, en extensión, a la eliminación de la soberanía judía en la región. La Yihad Islámica declaró que «desde el río hasta el mar [Palestina] es una tierra árabe islámica de la que [tiene] legalmente prohibido abandonar cualquier centímetro, y la presencia israelí en Palestina es una existencia nula, que está prohibida por ley reconocer».
En la esfera política israelí la carta del Likud de 1977 establece que «entre el Mar y el Jordán sólo habrá soberanía israelí». Algunos comentaristas se han referido a la ocupación israelí como una política de control y supuesta opresión israelí de los palestinos «desde el río hasta el mar».
Más recientemente el lema ha encontrado uso en movimientos de protesta dirigidos contra políticas o acciones de Israel. A menudo se ha cantado en manifestaciones pro palestinas, generalmente seguidas o precedidas por la frase «Palestina será libre».
En un discurso de 2012, el cabecilla de Hamás, Khaled Meshaal, expresó que  “Palestina es nuestra desde el río hasta el mar y desde el sur hasta el norte. No habrá concesión en ningún centímetro de tierra”.
Figuras cívicas, activistas y algunas publicaciones han dicho que la consigna exige una solución de un solo Estado, un estado único y secular en toda la Palestina histórica donde personas de todas las religiones tendrían igualdad de ciudadanía. Esto contrasta con la solución de dos Estados que prevé la existencia de un estado palestino junto a un estado judío. Estos consideran que este uso defiende el derecho de los palestinos a «vivir libremente en la tierra desde el río hasta el mar», y el escritor palestino Yousef Munayyer describió la frase como «una respuesta a la fragmentación de la tierra y el pueblo palestinos por parte de la ocupación y discriminación de Israel». Según Ron Smith, dado que el nacionalismo palestino concibe un Estado basado en la tierra, mientras que el nacionalismo israelí concibe un Estado con base étnica, el uso de esta frase es entendido de manera diferente por israelíes y palestinos; para los palestinos se refiere a la totalidad de la Palestina del Mandato.Otros simplemente han dicho que se refiere a «la igual libertad y dignidad del pueblo palestino».
Los partidarios del Islam han utilizado una versión que dice «Palestina es islámica desde el río hasta el mar» y ciertos eruditos islámicos han declarado que el Mahdi, una figura apocalíptica redentora central para la escatología islámica, declarará «Jerusalén es árabe musulmana, y Palestina, toda ella, desde el río hasta el mar, es árabe musulmana».

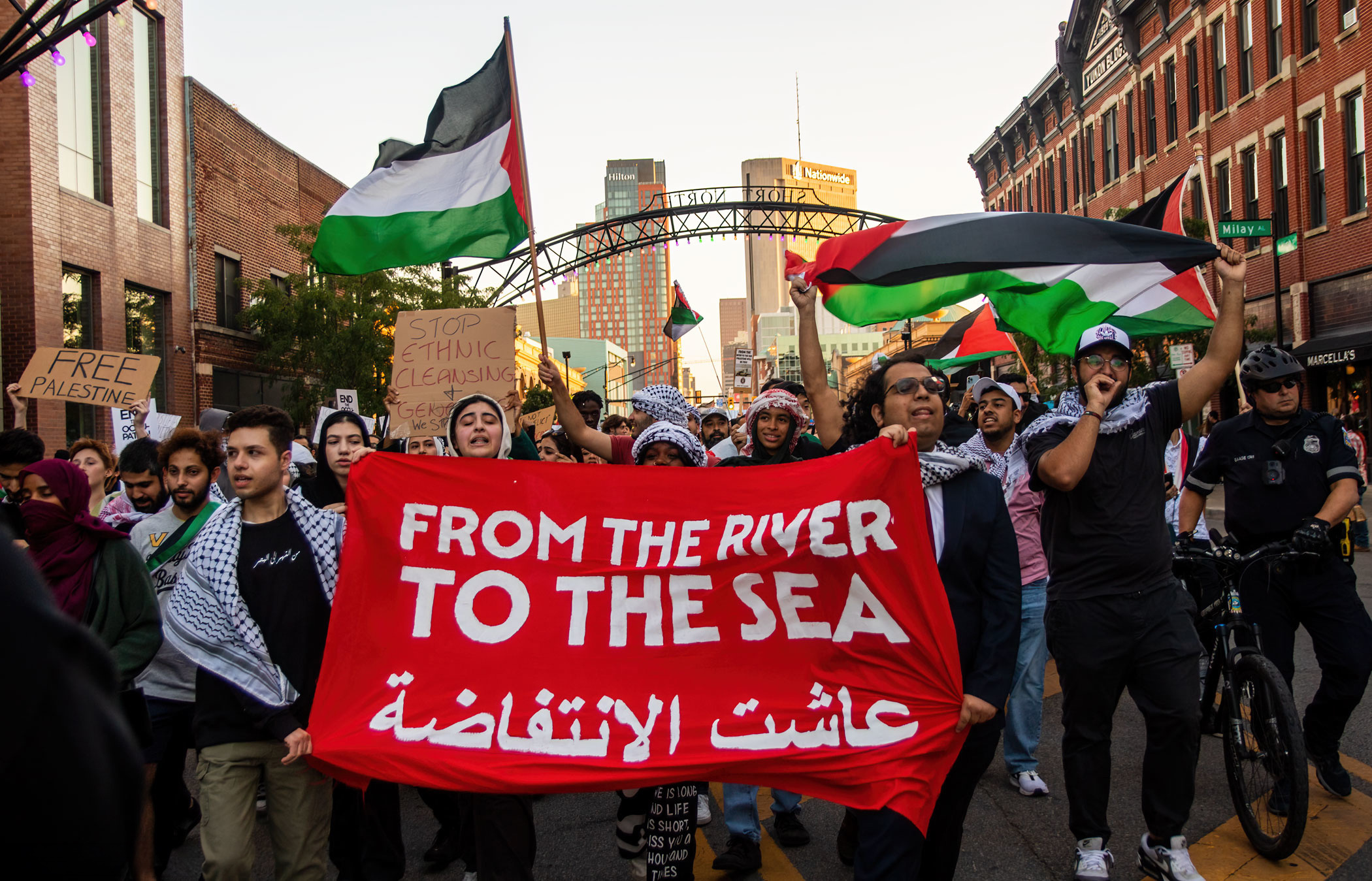
Manifestación propalestina en Columbus, Ohio, 12 de octubre de 2023, con una referencia árabe a la Intifada

## Acusaciones de antisemitismo
Las organizaciones contra el antisemitismo lo consideran un “grito de guerra por la destrucción del Estado de Israel y el genocidio del pueblo judío”.
Algunos políticos y grupos de defensa como la Liga Antidifamación y el Comité Judío Estadounidense han afirmado que la frase es antisemita, incita al odio o incluso al genocidio, sugiriendo que niega el derecho de los judíos a la autodeterminación o aboga por su expulsión o exterminio.Escritores palestino-estadounidenses como Yousef Munayyer y el profesor Maha Nassar de la Universidad de Arizona han sugerido que una definición tan persuasiva se basa en supuestos racistas e islamófobos.
En el Día Internacional de Solidaridad con el Pueblo Palestino de 2018 el académico estadounidense Marc Lamont Hill pronunció un discurso en las Naciones Unidas que terminó con las palabras: «...tenemos la oportunidad, no solo de ofrecer solidaridad con palabras, sino de comprometernos a acción política, acción de base, acción local y acción internacional que nos dará lo que la justicia requiere. Y eso es una Palestina libre, desde el río hasta el mar».La ADL acusó a Hill de utilizar la frase «del río hasta el mar» como código para la destrucción de Israel. Posteriormente Hill fue despedido de su puesto como comentarista político de CNN.
Tras el ataque de Hamás a Israel en 2023, la ministra del Interior británica Suella Braverman propuso criminalizar el lema en determinados contextos. El 11 de octubre de 2023 la policía de Viena prohibió una manifestación propalestina citando la inclusión de la frase «del río hasta el mar» en las invitaciones, alegando que representa una violación del artículo 2 del Convenio Europeo de Derechos Humanos. Políticos de Austria y Alemania también consideraron clasificar el uso de la frase como delito penal, y el canciller austriaco Karl Nehammer sugirió que la frase podría interpretarse como un llamado al asesinato.
El Comité Judío Estadounidense ha declarado: 

Es un grito de guerra para los grupos terroristas y sus simpatizantes, desde el Frente Popular para la Liberación de Palestina (FPLP) hasta Hamás, que pidió la destrucción de Israel en su carta de gobierno original en 1988", "Por supuesto, no hay nada antisemita en abogar por que los palestinos tengan su propio Estado. Sin embargo, pedir la eliminación del Estado judío, elogiar a Hamás u otras entidades que piden la destrucción de Israel, o sugerir que los judíos por sí solos no tienen derecho a la autodeterminación, es antisemita.

La Liga Antidifamación, una organización judía fundada por la organización B'nai B'rith ("Hijos de la Alianza" en español) en los Estados Unidos, sostiene que la frase “significaría el desmantelamiento del Estado judío. Es una acusación antisemita que niega el derecho judío a la autodeterminación, incluso mediante la expulsión de los judíos de su patria ancestral”.